# 5228 Máca
5228 Máca è un asteroide della fascia principale del diametro medio di circa 34,33 km. Scoperto nel 1986, presenta un'orbita caratterizzata da un semiasse maggiore pari a 3,1045495 UA e da un'eccentricità di 0,1615340, inclinata di 1,25971° rispetto all'eclittica.
L'asteroide è dedicato all'amica della scopritrice Jan Máca.